# Милијан Марић
Милијан Марић био је каменорезац из села Горњи Бранетићи (Општина Горњи Милановац). Припада групи мање познатих мајстора који су израђивали надгробне споменике у таковском крају до Другог светског рата.
Прве рукораде израђивао је самоук, по угледу на мајстора Вујицу Гавровића. У потпуности је преузео његов архитектонско−скулптрски третман, с тим да су Марићеви рудименталније и грубље обрађени.
Понекад је и самосвојан, као на полеђини споменика Тривуну Васовићу (†1915) у Горњим Бранетићима, где су кенотафно приказни ликови његових синова Драгомира и Стојадина, страдалих у Балканском и Првом светском рату.
Потписивао се: Израдијо Милијан Марић, Мајстор Милијан Марић.